# Studenterkursus
Studenterkursus er en studieforberedende ungdomsuddannelse (en gymnasial uddannelse) på gymnasialt niveau, hvor man kan tage studentereksamen (stx) på to år mod de normale tre år på et gymnasium. Studenterkursus har intet grundforløb og eleverne vælger studieretning ved tilmeldingen. 
For at kunne forberede sig til studentereksamen på kun to år er faget idræt udeladt samt enten religion eller oldtidskundskab. 
Stx-uddannelsen giver (ligesom hf, hhx og htx) adgang til de højere videregående uddannelser (KVU, MVU og LVU).
For nuværende (2017) tilbydes studenterkursus seks steder i Danmark:
- Akademisk Studenterkursus, København (Grundlagt 1924 som det første i landet)
- Gentofte Studenterkursus, Gentofte
- Studenterkurset i Sønderjylland, Toftlund
- VoksenUddannelsescenter Frederiksberg, Frederiksberg (også aftenhold)
- Aalborg Studenterkursus, Aalborg
- Århus Akademi, Århus